# Лугии
Лугиите (на немски: Lugier; на латински: Lygier, на гръцки: Lougoi) са източнорермански племе през 1 век в Magna Germania (Силезия и Малополша, днес Югозападна Полша).
Името им произлиза вероятно от названието на келтския бог Луг или вероятно от славянското наименование за „поляна“ или „блато“. (Родствено с Лужица). Името на Силезия произлиза от племето силинги (частично племе на вандалите).
След Латенската култура лугиите заедно с вандалите и бургундите са носители на Пшеворската култура от 3 век пр.н.е. до средата на 5 век с.н.е.
Според Тацит техните северни съседи са били готоните (готите). Днес се смята, че вандалите принадлежат към лугиите или че вандали и лугии са били идентични.
Според Птолемей техният град Лугидунум при Страгона в Magna Germania се намирал между Висла и Одер южно от виндилите (вандалите).
Техни частични народи, според Тацит, са дилингите, хариите, хелвеконите (или елвеконите), манимите, хелизиите и наханарвалите.